# Salford
Pour les articles homonymes, voir Salford (homonymie).
Salford [ˈsɒlfərd] est une ville de la région de l'Angleterre du Nord-Ouest située au nord-ouest de Manchester, dans la conurbation du Grand Manchester. Sa population au recensement de 2001 était de 218 000 habitants. Elle a le statut de cité.
Salford est couramment surnommée « Dirty Old Town » (que l'on pourrait simplement traduire par la « vieille ville sale ») par les Anglais. En effet, après la révolution industrielle au XIXe siècle, la ville a été profondément touchée par le chômage et la pauvreté. Mais, aujourd'hui, la situation est bien plus contrastée. Des quartiers, comme notamment les Salford Quays et Broughton, connaissent un renouveau et viennent redynamiser la ville, alors que d'autres comptent toujours parmi les plus violents et socialement défavorisés d'Angleterre. Ses habitants sont appelés les « Salfordians ».

## Histoire
Le nom de Salford vient de l'anglo-saxon Sealhford = « sallow-tree ford », c’est-à-dire « le gué des saules » en référence aux saules (en latin salix) qui poussaient sur les berges de la rivière Irwell qui traverse la ville. Les armoiries de la ville sont ainsi composées de trois lignes en courbe bleues (qui symbolisent le gué sur la rivière) entourées de feuilles de saules.
Salford a été l'une des premières grandes villes industrielles de Grande-Bretagne. Son importance a notamment grandi en parallèle à celle de Manchester voisine durant la révolution industrielle. L'industrie du coton a alors fait venir dans la région de nombreux anglais des campagnes ou des immigrés. L'ouverture du Canal maritime de Manchester en 1894 et la construction des Salford Docks (port fluvial) ont fait de la ville (pourtant située à une soixantaine de kilomètres des côtes) un important centre de transport maritime.
La ville a aujourd'hui perdu beaucoup de son importance passée, son influence n'ayant cessé de diminuer depuis le début du siècle. La ville connaît toutefois un élan de renouveau grâce à la rénovation ou au développement de certains de ses quartiers, tout comme sa grande voisine Manchester.

## Culture

### Littérature
Derrière la colline, le roman du belge Xavier Hanotte (2000) a pour personnage principal un des enfants de Salford, qui s'engage, lors de la Première Guerre mondiale, dans les « Salford Pals » (littéralement : les « copains de Salford »), un des nombreux bataillons britanniques engagés dans la désastreuse bataille de la Somme en 1916.

### Musique
Une chanson fait référence à la ville de Salford : Dirty Old Town, écrite par Ewan MacColl en 1949. Elle été popularisée par des groupes comme The Dubliners ou The Pogues. Elle parle notamment des Gasworks, une ancienne usine de la ville.
Les supporters du PSG de la tribune Boulogne ont remixé cette chanson et il est possible d'entendre leur version au Parc des Princes.

### Télévision
Le célèbre soap opera (feuilleton) britannique Coronation Street situe son action dans la ville imaginaire de « Weatherfield », dont le modèle est Salford. On y trouve – dans le feuilleton – le pub fictif The Rovers Return, considéré comme le « pub le plus connu de Grande-Bretagne ».

## Religion
Bouddhisme:  Le Wat Charoenbhavana. est le premier temple bouddhiste thaïlandais (branche Theravāda) construit au nord-ouest de Manchester. Sa dénomination signifie « temple pour la pratique de la méditation ». Il a été construit dans une ancienne usine désaffectée et inauguré le 8 février 2004. En Angleterre, il est également connu en tant que Centre de Méditation bouddhiste du Nord-Ouest. Le temple a été reconnu comme lieu de culte officiel (autorisation n°81212). Il a été financé par la communauté thaïlandaise de l'agglomération du Grand Manchester dont Salford fait partie,.

## Sports

### Rugby

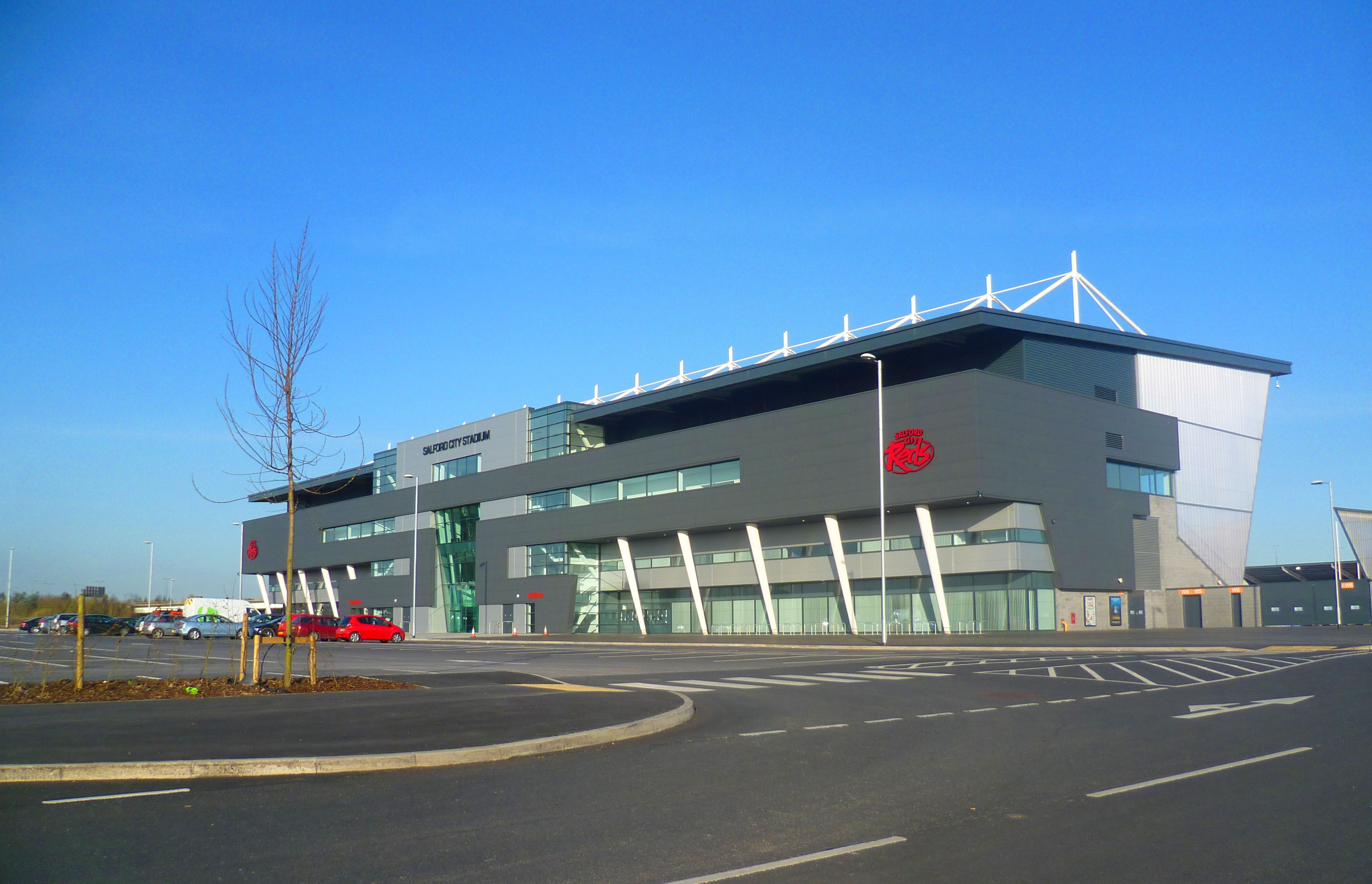
L'AJ Bell Stadium, le stade de rugby du club de rugby à XIII Salford City Reds et du club voisin de rugby à XV des Sale Sharks.

Salford est connue pour son club de rugby à XIII (Salford Rugby League Football Club) surnommé « The Red Devils » (les Diables Rouges).
Ce surnom leur fut donné par la presse française en 1934 lors de leur 1re tournée de démonstration, pour le lancement du néo rugby en France. Il a été repris par le club de Manchester United, dont le stade d'Old Trafford se trouve sur la berge opposée de l'Irwell dans les faubourgs de Manchester. Les deux clubs portent les mêmes couleurs (maillot rouge et culotte noire).
Leur ancien stade « The Willows » (voir plus haut) a été rasé en 2013 et remplacé par un stade moderne de 15 000 places (dont 12 000 assises), « The Salford city Stadium » appelé ainsi pour des raisons de naming « The AJ Bell Stadium », du nom du sponsor.
Ce stade accueille également les matchs de l'équipe de rugby à XV de l'équipe de la ville voisine de Sale, « The Sharks ».
Salford a été plusieurs fois champion et vainqueur de la Coupe d'Angleterre et reste un « fief » de la Super League.

### Football
Longtemps plus grande ville d'Angleterre à n'avoir jamais connu de club professionnel, Salford répare cette anomalie en 2019 avec la montée du Salford City Football Club en League Two, la quatrième division anglaise. Le club fondé en 1940 est racheté en mars 2014 par cinq anciens joueurs de Manchester United originaires de la ville, Paul Scholes, Gary Neville, Ryan Giggs et Nicky Butt avec l'ambition d'en faire, en quinze ans, un club de deuxième division. En septembre 2014, l'homme d'affaires singapourien Peter Lim également propriétaire du Valence CF acquiert 50% des parts du club. En 2019, David Beckham rejoint ses anciens coéquipiers dans le projet en acquérant 10% des parts de Salford City.
L'ancien centre d'entraînement de Manchester United jusqu'en 1999, The Cliff qui accueille encore les matchs de l'équipe réserve des Red Devils est situé à Broughton dans la banlieue de Salford.

## Jumelage
La ville de Salford est jumelée avec :
- Narbonne (France) ;
- Clermont-Ferrand (France) ;
- Saint-Ouen (Seine-Saint-Denis) (France).

## Personnalités liées à la commune
- Edward Bury (1794-1858), pionnier des locomotives à vapeur
- Ellen Forrester (1828-1883), nationaliste et poétesse irlandaise, morte et enterrée à Salford.
- Albert Finney, né le 9 mai 1936 à Salford où il a grandi, est un acteur britannique (Tom Jones, Erin Brockovich, Skyfall).
- Paul Scholes, né le 16 novembre 1974 à Salford, est un footballeur international anglais qui évolue au poste de milieu de terrain à Manchester United de 1993 à 2013. Son père jouait dans l'équipe de Salford de rugby à XIII.
- Bernard Sumner et Peter Hook, de Joy Division et New Order.
- Christopher Eccleston, né le 16 février 1964 à Salford, est un acteur connu pour ses rôles dans de nombreux films et séries, surtout dans Doctor Who.
- Danny John Lydiate dit Dan Lydiate, né le 8 décembre 1987, est un joueur gallois de rugby à XV.
- Adrian Morley, né le 10 mai 1977, pilier ou 2e ligne international anglais de rugby à XIII, il effectua une partie de sa carrière en Australie et a pris sa retraite sportive en 2015.
- The Ting Tings, groupe musical britannique[6].
- Ewan MacColl, né le 25 janvier 1915 à Salford, chanteur britannique engagé, auteur de la célèbre chanson Dirty Old Town.